# Pavone del Mella
Pavone del Mella ist eine norditalienische Gemeinde (comune) mit 2723 Einwohnern (Stand 31. Dezember 2023) in der Provinz Brescia in der Lombardei. Die Gemeinde liegt etwa 26 Kilometer südlich von Brescia. Die westliche Gemeindegrenze bildet die Mella.
Der Ordensgeistliche und Missionsbischof in Äthiopien Giovanni Migliorati wurde 1942 in Pavone del Mella geboren.